# Казе Боскалто (Тревизо)
Казе Боскалто је насеље у Италији у округу Тревизо, региону Венето.
Према процени из 2011. у насељу је живело 97 становника. Насеље се налази на надморској висини од 36 м.